# Il mondo che vorrei (singolo Vasco Rossi)
Il mondo che vorrei è un singolo di Vasco Rossi, pubblicato il 14 marzo 2008 per anticipare la pubblicazione dell'album intitolato proprio Il mondo che vorrei.
Il brano ha raggiunto la prima posizione per tre settimane. È stato frequentemente trasmesso in radio, raggiungendo la posizione numero 1 dell'airplay.
Inoltre, del singolo è uscita un'edizione limitata di 2.000 copie numerate in vinile (a cui se ne sono aggiunte altre 2.500 per il gran numero inaspettato di richieste), e così pure dell'album sono state stampate 4.000 copie in vinile.
Il riscontro nelle classifiche della canzone è stato sorprendente: in pochi giorni, il nuovo brano di Vasco Rossi è salito in testa ad ogni classifica digitale e le copie in vinile stampate sono andate esaurite già a poche ore dall'uscita.
Il video del brano, girato a Los Angeles, è diretto da Marco Ponti; il regista della seconda unità era invece Jess Hill, figlio di Terence. Nel video, utilizzando una scala antincendio, Vasco e la sua band scalano un palazzo di 15 piani, per poi mettersi a suonare sul tetto.
Gli autori de Il mondo che vorrei sono Vasco Rossi per il testo e Tullio Ferro per la musica.

## Video musicale
Il videoclip è stato pubblicato il 13 settembre 2009 si vede Vasco che cammina per le vie di una città, e ad un certo punto inizia a salire le scale esterne di un palazzo insieme alla sua band; giunti in cima, allestiscono il "palco" e quindi si esibiscono.

## Formazione
- Vasco Rossi - voce
- Paul Bushnell - basso
- Vinnie Colaiuta - batteria
- Michael Landau - chitarra elettrica
- Tim Pierce - chitarra elettrica
- Dean Parks - chitarra acustica
- Guido Elmi - chitarra addizionale, cembalo
- Frank Nemola - tastiera, flicorno, programmazione
- Moreno Ferrara - cori
- Silvio Pozzoli - cori

## Classifiche
| Classifica (2008) | Posizione massima |
| ----------------- | ----------------- |
| Italia            | 1                 |

### Classifiche di fine anno
| Classifica (2008) | Posizione |
| ----------------- | --------- |
| Italia            | 10        |